# Metoligotoma pentanesiana
Metoligotoma pentanesiana är en insektsart som beskrevs av Davis 1936. Metoligotoma pentanesiana ingår i släktet Metoligotoma och familjen Australembiidae. Inga underarter finns listade i Catalogue of Life.